# 25 a. C.
El año 25 a. C. fue un año común comenzado en miércoles, jueves o viernes, o un año bisiesto comenzado en miércoles o jueves (las fuentes difieren) del calendario juliano. También fue un año bisiesto comenzado en martes del calendario juliano proléptico. En aquella época, era conocido como el Año del consulado de Augusto y Silanus (o menos frecuentemente, año 729 Ab urbe condita).

## Acontecimientos
- Ofensiva de los astures en el invierno contra las tropas romanas de la provincia Lusitania dirigidas por el legado imperial Publio Carisio, que culmina con la traición de los brigaecini a sus hermanos astures y con la victoria romana y el asedio y conquista de Lancia.
- Con veteranos de las legiones V Alaudae y X Gemina, Octavio Augusto funda Augusta Emerita (actual Mérida), capital de una de las tres provincias hispánicas, Lusitania.
- El gobernador romano de Egipto, conocido como Elio Galo, dirige por orden de Augusto una expedición a Arabia Felix (actual Yemen) con fines militares y comerciales. La expedición falla debido principalmente a una serie de enfermedades que azotaron al ejército romano.
- La ciudad de Petra, capital de los nabateos (en la actual Jordania), situada en el cruce de rutas que van desde el Mediterráneo hasta Damasco y el golfo Pérsico, se convierte en un importante centro de comercio.[1]

## Fallecimientos
- Alejandro Helios (40 a. C. - 29 a. C. o 25 a. C.), príncipe ptolemaico, el mayor de los hijos de Cleopatra y Marco Antonio, junto con su hermana melliza Cleopatra Selene II.